# Daldinia bakeri
Daldinia bakeri är en svampart som beskrevs av Lloyd 1919. Daldinia bakeri ingår i släktet Daldinia och familjen kolkärnsvampar.   Inga underarter finns listade i Catalogue of Life.